# Профсоюз Сент-Китса и Невиса
Профсоюз рабочих и торговцев Сент-Китса и Невиса (Профессиональный и рабочий союз Сент-Китса и Невиса (англ. Saint Kitts and Nevis Trades and Labour Union, TLU) является всеобщим профессиональным союзом Сент-Китса и Невиса.
С момента основания профсоюз поддерживает тесные связи с правящей Лейбористской партией Сент-Китса и Невиса (SKNLP), ранее известной как Рабочая лига Сент-Китса (основанная ещё до профсоюза, в 1932 году). Ранее TLU входил в Международную конфедерацию свободных профсоюзов и её региональное отделение Межамериканская региональная организация трудящихся, ныне состоит в Международной конфедерации профсоюзов.

## История
Основан в 1940 году после легализации профсоюзов в результате принятия нового закона на островах Сент-Кристофер (Сент-Китс) и Невис. Первоначально он назывался Профсоюзом Сент-Китса — Невиса — Ангильи (St Kitts — Nevis — Anguilla Trades and Labour Union) и объединял преимущественно рабочих сахарной промышленности. Его основателем и первым президентом (председателем) был Эдгар Челленджер, а первым генеральным секретарём — Джозеф Натаниэль Франс. Также важную роль в его создании сыграли распространитель социалистической литературы Чарлз Эштон Хэлберт, редактор газеты «The Union Messenger» Джозеф Мэтью Себастьян и рабочий сахарного завода Роберт Ллевеллин Брэдшоу.
Ещё прежде чем профсоюз смог получить регистрацию, работники сахарной фабрики организовали забастовку, требуя повышения заработной платы в связи с ростом цен на сахар во время Второй мировой войны. Профсоюз решил провести официальную стачку, в результате которой удалось добиться повышения оплаты труда, но 70 рабочих были уволены. Несмотря на неоднозначный успех акции, она была расценена как укрепление ведущей роли профсоюза в рабочем движении страны.
В 1943 году профсоюз организовал десятидневную всеобщую забастовку, которая добилась повышения заработной платы во многих секторах. В 1948 году профсоюз возглавил трехмесячную стачку рубщиков сахарного тростника на Сент-Китсе, официально призывая к изменению способа оплаты труда, но также выдвинув и ряд политических требований. Забастовка была урегулирована соглашением со стороной работодателей (Ассоциацией производителей сахара).
Профсоюз был одним из основателей Международной конфедерации свободных профсоюзов (МКСП). Роберт Ллевеллин Брэдшоу, сменивший Челленджера на посту президента профсоюза, был избран в исполнительный совет МКСП. К этому моменту в профсоюзе появились секции для рабочих сахарных плантаций, сахарных заводов, портовой зоны, государственных служащих и работников разного профиля. Как и в многих других островных странах Карибского бассейна, профсоюзная организация выступила центральной для борьбы за независимость и политической жизни островов в целом; Брэдшоу и его заместитель Пол Саутвелл стали первыми премьерами Сент-Кристофера-Невиса-Ангильи. На 1983 год профсоюз насчитывал 7,6 тыс. членов. 